# Амритрадж, Ашок
Ашок Амритрадж (там. அசோக் அம்ரித்ராஜ், англ. Ashok Amritraj; р. 22 февраля 1957) — индийский и американский кинопродюсер и спортсмен-теннисист. Продюсер и исполнительный продюсер более чем ста индийских и голливудских фильмов, президент компаний Hyde Park Entertaimnent и National Geographic Films. Брат Виджая и Ананда Амритраджей.

## Биография
Ашок Амритрадж родился в Мадрасе в 1957 году. Двое его старших братьев, Ананд и Виджай, занимались теннисом, и Ашок пошёл по их стопам. В 1974 году он стал финалистом Уимблдонского турнира среди юношей, проиграв американцу Билли Мартину. В течение нескольких лет он выступал в профессиональных теннисных турнирах, но в отличие от братьев значительных успехов во взрослом теннисе так и не добился. Его лучшими результатами на индивидуальном уровне стали выход в четвертьфинал турнира Гран-при в Бангалоре в 1976 году в одиночном разряде, несколько полуфиналов в парах (в том числе с Виджаем в 1976 году в Литтл-Роке и с Анандом два года спустя в Калькутте) и выход, также в парах, в третий круг Открытого чемпионата США 1977 года. В составе команды «Лос-Анджелес Стрингс» он стал в 1978 году чемпионом профессиональной теннисной лиги World Team Tennis; некоторые источники сообщают, что он был при этом признан самым ценным игроком, но в списке MVP лиги он не значится.
В возрасте 25 лет Ашок, проживавший в Лос-Анджелесе и завязавший несколько полезных знакомств среди деятелей Голливуда, решил связать свою дальнейшую карьеру с кинематографом и стал первым индийским продюсером в Голливуде. После нескольких лет работы над малобюджетными комедиями и эротическими фильмами (в числе которых была серия «Ночная слежка»), Амритрадж переключился на боевики средней руки. Среди исполнителей главных ролей в его фильмах в 90-е годы были Жан-Клод ван Дамм («Двойной удар»), Майкл Дудикофф и «Дракон» Дон Уилсон. Позже, уже создав себе имя в Голливуде, он работал и с такими мастерами, как Кейт Хадсон, Кейт Бланшетт, Брюс Уиллис, Сильвестр Сталлоне, Стив Мартин и Анджелина Джоли, а жанры выпускаемых им фильмов варьировались от комедий до мелодрам. На рубеже первых десятилетий XXI века в списке актёров, с которыми работал Амритрадж, появились Сандра Буллок, Куин Латифа, Кевин Бейкон и Джон Гудмен. За время карьеры он создал и возглавлял несколько продюсерских компаний, крупнейшей из которых стала основанная в 1999 году Hyde Park Entertainment, тесно сотрудничающая с 20th Century Fox и Walt Disney Studios, а в конце 2011 года он присоединил к своей киноимперии компанию National Geographic Films. Амритрадж был членом комитета по иностранным фильмам Академии киноискусства США, Международного совета по присуждению «Эмми» и Британской академии кино и телевидения.
Ашок Амритрадж женат; от жены Читры у него двое детей — дочь Прия и сын Милан.

## Фильмография
- 2014 — 99 домов
- 2012 — Призрачный гонщик 2
- 2011 — Двойной агент
- 2011 — Дилан Дог: Хроники вампиров
- 2010 — Леони

- 2009 — Территория тьмы
- 2009 — Стритфайтер
- 2008 — По ту сторону
- 2008 — Предатель
- 2008 — Психушка
- 2007 — Кошелёк или жизнь
- 2007 — Смертный приговор
- 2007 — Предчувствие
- 2005 — Продавщица
- 2004 — Модная мамочка
- 2004 — Широко шагая
- 2003 — Дом вверх дном
- 2001 — Бандиты
- 2001 — Что могло быть хуже?
- 2001 — Опасная правда

- 1999 — Плохие гены
- 1999 — Хайджек
- 1999 — Пророк
- 1999 — Законник
- 1999 — Папин маленький ангел
- 1999 — Третье чудо
- 1999 — Миссия в космосе
- 1998 — Алмаз смерти
- 1998 — Убийца ворон
- 1998 — Чёрный гром
- 1998 — Скорпион один
- 1998 — Свобода удара
- 1998 — Невинная ложь
- 1998 — Земля — воздух
- 1998 — Тайный Санта-Клаус
- 1998 — Тактика отклонения
- 1998 — Мальчик, который спас Рождество
- 1997 — Инферно
- 1997 — Время под огнём
- 1997 — Стрелок
- 1997 — Стальные акулы
- 1997 — Приказано уничтожить
- 1997 — Эльф неверующий
- 1996 — Ночной охотник
- 1995 — Беглецы компьютерных сетей
- 1994 — Криминальные сны
- 1993 — Знак Дракона
- 1993 — Ночная слежка 3
- 1993 — Тропическая жара
- 1993 — Предательство голубки
- 1992 — Преступные намерения
- 1992 — Сексуальный ответ
- 1992 — Ночная слежка 2
- 1991 — Двойной удар
- 1991 — Женские игры
- 1991 — Попкорн
- 1990 — Ночная слежка
- 1990 — Швейцер

- 1989 — Свидетельница убийства
- 1988 — Кровавый камень
- 1985 — Дух студента
- 1985 — 9 смертей ниндзя

## Награды и номинации
Два фильма, продюсером которых выступил Ашок Амритрадж, были номинированы на ведущие международные кинопремии. В 1998 году его лента «Невинная ложь» (режиссёр Шанмугам Шанкар) была выдвинута от Индии на соискание «Оскара», а фильм 1991 года «Бандиты» претендовал на «Золотой глобус» в двух номинациях — за лучшую мужскую и женскую роли в комедии или мюзикле. Сам Амритрадж за свою карьеру несколько раз удостаивался премий, в том числе «Продюсер десятилетия» от фонда «Дух Индии» и «Гордость Индии» за достижения карьеры.